# Борок (Слуцкий район)
Борок (бел. Барок) — деревня в Знаменском сельсовете Слуцкого района Минской области Беларуси. Население 138 человек (2009).

## География
Борок находится в 3 км к северу от центра сельсовета Знамя и в 15 км к северо-западу от центра города Слуцк. Деревня вытянута с севера на юг вдоль дороги Знамя — Летковщина. Местность принадлежит бассейну Днепра, южнее деревни течёт река Ужанка (be:Рака Вужанка). Ближайшая ж/д станция в селе Знамя (линия Слуцк — Барановичи).

## История
Село Борок ранее было известно также как Басловичи, Басловец, до XVII века было владением князей Олельковичей. В 1556 году в грамоте слуцкого князя Семёна Юрьевича упоминается церковь св. Симеона Столпника в селе.
В результате второго раздела Речи Посполитой (1793) село оказалось в составе Российской империи, в Слуцком уезде.
В 1798 году на место сгоревшего в 1797 году храма была перенесена из Слуцка деревянная церковь. В 1912—1913 годах на её месте была построена кирпичная церковь св. Симеона в русском стиле, сохранившаяся поныне.
В 1930 году церковь закрыта и превращена в склад, однако вновь открыта во время войны и с тех пор богослужения в ней не прекращались

## Достопримечательности
- Православная церковь св. Симеона. построена в 1913 году из кирпича в русском стиле.